# 피규어

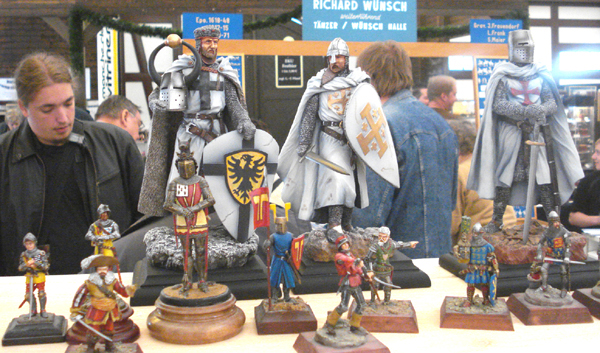
피규어

피규어(영어: figure 피겨[*])는 다양한 동작을 할 수 있도록 만들어진 사람, 동물 등의 모형이다. 영어로는 피겨린(figurine)이라고 하며 종종 figure라고도 한다. 영화 또는 애니메이션 주인공을 정밀하게 표현하는 것에 중점을 둔다. 대한민국에서 표기하는 피규어는 figure의 일본어식 표기인 '휘규아(일본어: フィギュア)'를 그대로 받아들여 정착된 것으로, 외래어 표기법상 틀린 표기이지만 서브컬처계에서는 피규어라는 용어를 그대로 사용하고 있다. 피규어는 구체관절 인형과는 다르게 움직임이 제한된 경우가 많다. 각 관절을 자유롭게 움직일 수 있는 피규어는 액션 피규어라고 한다.
피규어는 매니아가 제작하고 페인팅할 수 있는 키트와 미리 제작되고 페인팅된 수집용 피규어로 판매된다. 모델 키트는 플라스틱(보통 폴리스티렌), 폴리우레탄 수지 또는 금속(백색 금속 포함)으로 제작될 수 있다. 수집품은 일반적으로 플라스틱, 도자기 또는 (드물게) 청동으로 만들어진다.
최근 영화 캐릭터(예: 스타워즈의 레아 오르가나 공주)를 위해 더 큰 사이즈(12인치 또는 30cm)가 제작되었다. 일부 모형 군인 제조업체에서는 대형 플라스틱 군용 피규어를 부업으로 제작한다.

## 군용 모델
열광적인 사람들은 그 자체로 또는 군사 모델링의 보조 수단으로 피규어 모델링을 추구할 수 있다.
전쟁 게임 및 롤플레잉 게임에 사용되는 미니어처 피규어(미니)와도 겹치는 부분이 있다. 미니는 일반적으로 크기가 54mm 미만이며 반드시 특정 인물을 나타내지는 않는다.
80년대 초반과 90년대 군용 모델링 피규어는 주로 1:72 및 1:35 스케일로 생산되었으며 1:48 및 1:32와 같은 다른 스케일은 더 작은 시장 점유율을 차지했다. 일반적으로 1:48 스케일은 정비 및 비행 승무원의 수치를 포함하는 항공기 및 항공기 지원 차량용으로 예약된 반면, 1:32 스케일 미니어처는 주로 탱크 및 승무원과 같은 차량으로 구성되었다.
1:35 규모의 미니어처는 타미야, 테스터스(Testor's), 레벨(Revell), 모노그램(Monogram) 등과 같은 많은 회사에서 생산되었다. 군인, 차량, 조합의 키트는 제1차 세계대전부터 베트남까지 다루었으며 제2차 세계대전을 중심으로 가장 많은 부분을 차지했다. 1/72 스케일 미니어처는 대서양에서 고대 이집트인, 그리스인, 로마인, 카우보이, 아메리카 인디언 등의 인물을 제공하면서 훨씬 더 넓고 다양한 기간을 다루었다. 에어픽스(Airfix)와 같은 다른 회사에서는 1:72 스케일의 고품질 피규어뿐만 아니라 고급 비행기와 군용 차량도 공급했으며 오늘날에도 여전히 그렇게 하고 있다. 명백한 크기를 제외하고 1:72 스케일과 1:35 스케일의 가장 큰 차이점 중 하나는 소규모 모델러가 사용할 수 있는 즉시 페인팅 가능한 디오라마와 세트의 양이었다. 소규모 모델 시장의 선두주자인 에어픽스는 폰툰 교량, 대서양 방벽, 워털루 등 여러 모델러를 위한 여러 키트를 제공했다. 이 키트에는 애호가가 건물과 나무부터 차량과 사람까지 특정 순간을 묘사하는 데 필요한 모든 것이 포함되어 있다. 이들 중 어느 것도 더 큰 규모의 모델러에서 사용할 수 없었다.
군용 차량 및 군인 키트의 고급 공급업체인 Tamiya는 지난 몇 년 동안 1:48 규모의 모델링을 한 단계 더 발전시켜 흥미로운 독일 및 미국 제2차 세계 대전 피규어 및 차량 라인을 통합할 수 있게 했다. 탱크, 지프, 보병을 항공기와 함께 디오라마로 만드는 것은 꽤 오랫동안 1:72 스케일에서만 가능했던 일이다. 진지한 군사 모델러에게 이는 디오라마 제작에 있어 새로운 가능성의 영역을 열어준다.
1:32 스케일에서도 마찬가지로 이용이 증가되었다. 한동안 1:32 스케일 피규어는 아이들이 가지고 노는 군인의 더 개선된 버전이었다. 키트는 팔, 헬멧 및 장비를 플라스틱 스프루에서 잘라내어 함께 접착해야 하는 1:48 및 1:35 규모의 조립 준비가 완료된 버전 대신 하나의 단위로 성형된 단일 주조 피규어로 제공되었다. 1:32 스케일 군인은 군인이 상자에 앉아 있는 동안 소총 배럴과 같은 것을 구부릴 수 있도록 더 부드러운 플라스틱으로 성형되었기 때문에 1:35 스케일 군인보다 품질이 약간 낮은 경우가 많았다. 1:32 스케일 키트는 제한되어 있어 광범위한 모델링이 어려웠다. 최근 1:32 스케일 모델링은 회사가 전문적으로 사전 페인팅된 이러한 피규어를 판매하여 모든 종류의 대규모 군사 게임에 탁월하도록 확장을 추진했다. 실제로 디오라마 업계에서는 사전 페인팅된 디오라마 풍경을 공급하기 시작했을 뿐만 아니라 고품질의 1:32 규모 디오라마를 이전보다 훨씬 쉽게 제작할 수 있게 되었다.
피규어 모델 키트는 1:16 스케일까지 커질 수 있다. 이 키트에는 모터 차량과 독립형 피규어가 포함되어 있다. 이 크기의 키트는 페인트 작업의 세부 사항을 정확하게 얻으려면 시간이 많이 걸리기 때문에 페인트하는 데 많은 노력과 시간이 소요되는 반면, 작은 키트의 경우 세부 사항이 여전히 중요하지만 수행할 작업이 적다.
게임에 사용되는 많은 모델 수치는 15~80mm 범위의 밀리미터 단위로 측정되며, 특히 장갑 차량이 사용되는 경우 소형 워게임 수치가 더 작은 끝 부분에 표시된다. 전통적인 모델러는 더 일반적인 1:72-1:32 비율을 고수하는 경향이 있으며 다른 크기는 게이머에게 맡긴다.
모든 것과 마찬가지로 품질과 가격은 제조업체마다 다르며 모델의 최종 결과는 초기 품질에 의해 제한되는 경우가 많다. 오늘날 많은 새로운 모델 제조업체는 1:72, 1:48, 1:35 및 1:32 축소 모델을 가능한 한 매우 상세하고 사실적으로 만들기 위해 많은 노력을 기울이고 있다. 불행하게도 이로 인해 기존의 오래된 세트 중 상당수가 디오라마 제작에는 적합하지 않지만 특히 경험이 부족한 모델러를 위한 스타터 키트로는 만들기에는 재미있다. 이러한 오래된 키트 중 다수는 여전히 합리적인 가격으로 온라인에서 찾을 수 있으며 부품 수가 많거나 매우 상세한 몰딩을 제공하지는 않지만 페인트를 칠하고 적절한 풍화 처리를 한 후에도 여전히 훌륭한 제품을 생산할 수 있다.
더 작은 규모의 모형 항공기 및 차량 키트에는 종종 "모형 피규어"가 포함되거나 액세서리로 구입할 수도 있다. 또한 자동차 운전자와 서비스 제공자를 위한 키트와 철도 모형의 거리와 플랫폼에 서 있는 일련의 인형도 있다.

## 일본의 피규어

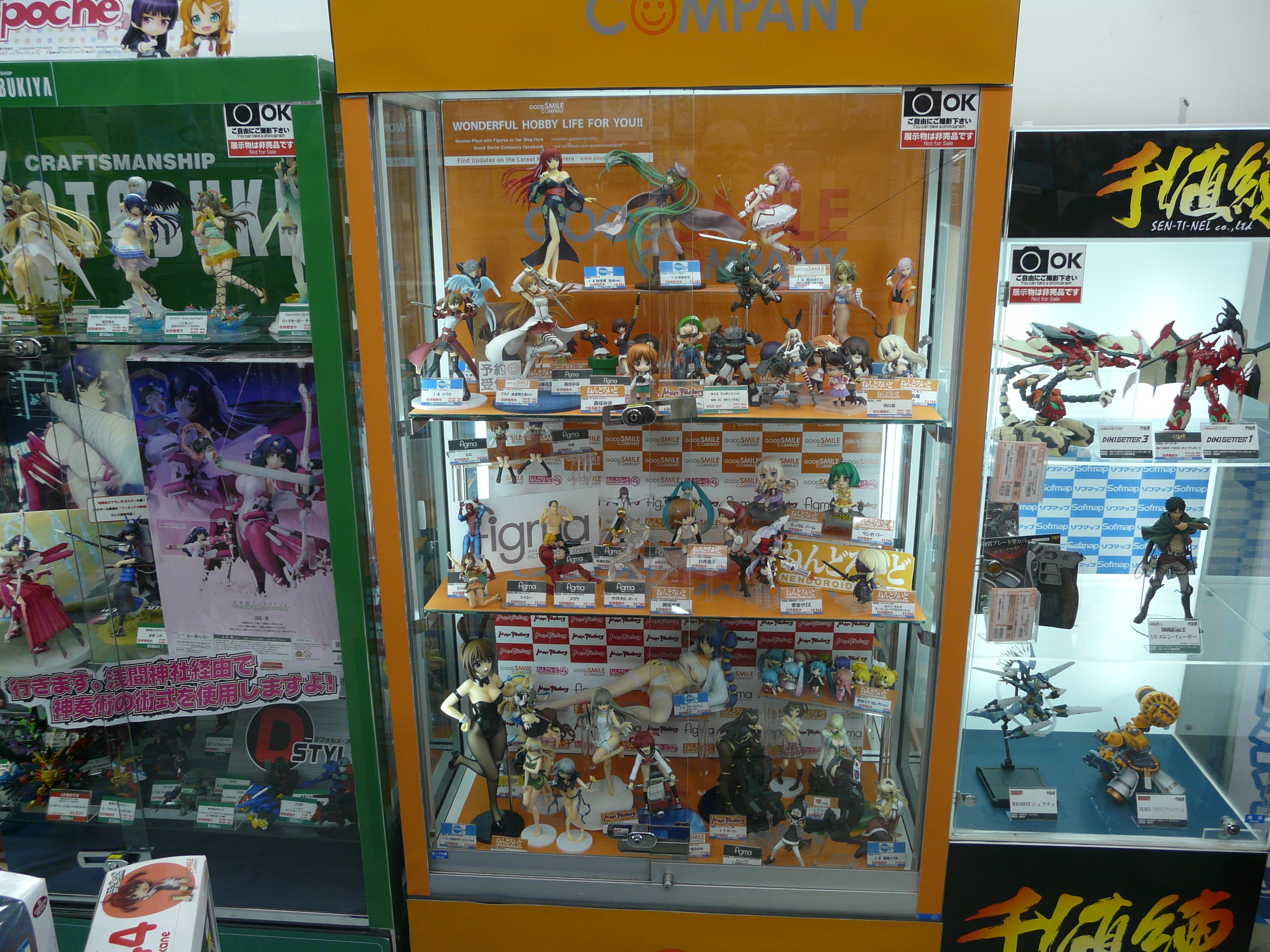

헬로 키티와 같은 아이콘 캐릭터뿐만 아니라, 애니메이션, 만화, 괴수 시리즈, SF/판타지 영화, 비디오 게임에 등장하는 캐릭터를 모델로 한 피규어는 오타쿠 팬덤의 주요한 부분을 차지하고 있다. 이는 일본에서 전 세계로 수출되는 애니메이션 관련 상품 시장의 큰 비중을 구성하며, 이 시장은 약 6630억 엔 규모로 추산된다.
일부 수집가는 특정 유형의 피규어에 집중하는 경향이 있으며, 개러지 키트(수제 조립 피규어), 가샤폰(캡슐 토이), PVC 비쇼조(미소녀) 피규어 등을 전문적으로 수집한다. 이러한 피규어는 현대 미술가 무라카미 다카시의 작품 세계에도 강하게 반영되어 있으며, 그는 자신의 회사 카이카이 키키(Kaikai Kiki)를 통해 오타쿠 대상 매장에서 판매되는 한정판 디자이너 토이를 다수 제작한 바 있다.
애니메이션 피규어를 제조 및 판매하는 기업은 다양하며, 동일한 캐릭터의 피규어라 하더라도 그 정품 여부와 품질에 따라 가격 차이가 크다. 일반적으로 정품 피규어는 해당 캐릭터의 원작자로부터 정식 라이선스를 받아 제작된 제품으로, 가격이 상대적으로 높은 편이다. 꾸준한 품질과 신뢰도를 인정받는 대표적인 제조사로는 굿스마일 컴퍼니, 애니플렉스, 핫토이즈, 반다이 등이 있다.
피규어는 일반적으로 프라이즈 피규어, 스케일 피규어 등으로 분류된다. 프라이즈 피규어는 크레인 게임 등에서 경품으로 제공되는 저가형 제품이며, 스케일 피규어는 수백에서 수천 달러에 이르기도 하는 고가 제품군이다.

## 같이 보기
- 구체관절 인형
- 액션 피겨
- 입상